# Courant (Charente-Maritime)
Courant é uma comuna francesa na região administrativa da Nova Aquitânia, no departamento de Charente-Maritime. Estende-se por uma área de 15,46 km². Em 2010 a comuna tinha 426 habitantes (densidade: 27,6 hab./km²).